# Phil Cavarretta

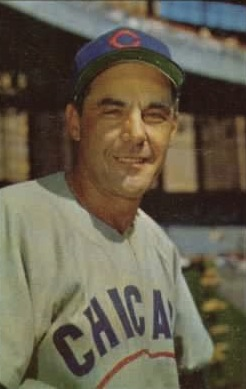
imagem do jogador de beisebol norte-americano Phil Cavarretta.

Philip Joseph Cavarretta, mais conhecido como Phil Cavarretta (19 de julho de 1916 - 18 de dezembro de 2010), foi um jogador de beisebol norte-americano da Major League Baseball.